# Myristica psilocarpa
Myristica psilocarpa е вид растение от семейство Myristicaceae. Видът е световно застрашен, със статут Уязвим.

## Разпространение
Разпространен е в Папуа-Нова Гвинея.